# 辽宁省人民委员会
辽宁省人民委员会是1955年2月至1968年5月间中华人民共和国辽宁省的省级国家行政机关。

## 历任领导

### 辽宁省一届人大期间
- 任期：1955年2月—1958年12月
- 省长：杜者蘅
- 副省长：李涛、宁武、车向忱、仇友文、黄达、刘宝田、张雪轩（1956年12月－）、王梓本（1956年12月－）、巩天民（1956年12月－）、褚凤岐（1956年12月－）

### 辽宁省二届人大期间
- 任期：1958年12月—1963年12月
- 省长：黄欧东
- 副省长：宁武、车向忱、仇友文、黄达、刘宝田、王梓木、陈先舟、巩天民、褚凤岐、张正德、苏羽（1962年8月－）、张庆泰（1962年8月－）

### 辽宁省三届人大期间
- 任期：1963年12月—1968年5月
- 省长 黄欧东
- 副省长：宁武、车向忱、仇友文、黄达、刘宝田、王梓木、陈先舟、巩天民、张正德、苏羽、张庆泰、王坤骋（1964年9月－）、曲径（1964年9月－）、任志远（1965年12月－）